# 이중진자
이중진자(Double pendulum)는 진자에 진자가 달린 간단한 카오스의 예제이다. 초기조건에 따라 최종 결과가 크게 바뀌는 나비효과를 보인다. 이중 진자는 끝에 다른 진자가 부착된 진자로서 초기 조건에 대한 강한 민감성과 함께 풍부한 동적 동작을 나타내는 간단한 물리적 시스템을 형성한다. 이중 진자의 운동은 일련의 결합된 상미분 방정식에 의해 지배되며 혼돈을 준다.

## 분석 및 해석
이중 진자의 여러 변형이 고려될 수 있다. 두 개의 팔다리는 길이와 질량이 동일하거나 동일하지 않을 수 있으며 단순 진자 또는 복합 진자일 수 있으며 운동은 3차원이거나 수직 평면으로 제한될 수 있다. 다음 분석에서 팔다리는 길이가 l이고 질량이 m인 동일한 복합 진자로 간주되며 운동은 2차원으로 제한된다.

## 같이 보기
- 트레뷰셋
- 사냥돌